# キャッチウェイト
キャッチウェイト（Catch weight）とは、プロボクシング、総合格闘技、キックボクシングなどの体重別階級制を採用している格闘技において正規の階級の規定体重ではなく、事前に両選手間の話し合いで決められた体重で試合を行うこと。日本語では「契約体重」と表現されていたが、近年日本でもキャッチウェイトを使用することが多い。計量を失敗した場合については「体重超過」の項へ記す。

## 概要
キャッチウェイトとなる場合、主に以下のような理由で試合が組まれる。
- 階級が違うA選手とB選手を対戦させるため
- キャッチウェイトで試合を行いノンタイトル戦にすることで敗れた際に自身が保持している王座を剥奪されないようにするため

前者の方法は、近年ボクシングでは頻繁に用いられており、2007年7月21日にライトヘビー級（175ポンド）を主戦場とするバーナード・ホプキンスと、ミドル級（160ポンド）を主戦場とするロナルド・ライトの対戦が170ポンドのキャッチウェイトとして行われた例などがあり、古い所では1940年7月17日に、現役世界ウェルター級王者(147ポンド)であったヘンリー・アームストロングと、ライト級(135ポンド)を主戦場とするルー・ジェンキンスの対戦が140ポンドのキャッチウェイトとして行われたことがある。
総合格闘技では2009年6月13日に、ライトヘビー級（205ポンド）を主戦場とするヴァンダレイ・シウバと、ミドル級（185ポンド）を主戦場とするリッチ・フランクリンの対戦が195ポンドのキャッチウェイトとして行われた。
後者の例として、2012年12月22日に行われた長谷川穂積 vs. アルツロ・サントスのノンタイトル10回戦は、当初は正規のスーパーバンタム級（122ポンド=55.338kg）として行われる予定だったが、WBF世界スーパーバンタム級王者であるサントスが正規階級の試合で敗れた場合にWBFタイトルを剥奪されることを嫌い、ノンタイトル戦とするために55.8kgのキャッチウェイトで行われた。同様のケースとして、2013年5月18日のルーカス・マティセーVSラモン・ピーターソン、2008年2月16日のケリー・パブリクVSジャーメイン・テイラーなどがある。

## キャッチウェイトの問題点
特にタイトルマッチに置いてのキャッチウェイトは体重別階級制スポーツを根底から覆す問題であるとして議論されている。

### パッキャオの複数階級制覇への指摘
2009年11月14日に行われたWBO世界ウェルター級王者ミゲール・コット対マニー・パッキャオ戦は、ウェルター級の規定体重147ポンドでは無く145ポンドのキャッチウェイトとして行われ、パッキャオが勝利して5階級制覇を達成。そして、2010年11月13日、WBC世界スーパーウェルター級王座決定戦におけるマニー・パッキャオ対アントニオ・マルガリート戦は、スーパーウェルター級の規定体重154ポンドではなく150ポンドのキャッチウェイトで行なわれ、パッキャオが勝利して6階級制覇を達成した。こういった規定体重ではないキャッチウェイトによる複数階級制覇を疑問視する声は世界的にあり、日本でもボクシング・マガジンやボクシング・ビートといったボクシング専門誌が指摘している

### 故意の体重超過
2009年9月19日にノンタイトルのウェルター級12回戦で行われたフロイド・メイウェザー・ジュニア対ファン・マヌエル・マルケス戦は、144ポンドのキャッチウェイトとして決定していた。メイウェザーは約2年ぶりの現役復帰戦、また144ポンド以下まで減量するのは4年ぶりとあって、計量をパスできるかどうか、パスしても減量の影響で動きが鈍ることが危惧されていた。そして、前日計量でメイウェザーは2ポンド超過で計量を失敗してしまう。しかし体重超過1ポンドにつき30万ドル（計60万ドル）の違約金を支払うことで試合が成立する契約が両者の間で内密に交わされていたため試合は行われたが、「万全の体調で臨むために、最初から減量する気が無く、意図的に体重超過したのではないか」という批判の声が起きた。

## キャッチウェイトで行われた世界タイトルマッチ
| 日付           | 試合                                                    | 規定体重                        | キャッチウェイト | 備考 |
| -------------- | ------------------------------------------------------- | ------------------------------- | ---------------- | --- |
| 2024年9月14日  | エリスランディ・ララ vs. ダニー・ガルシア               | 160ポンド(ミドル級)             | 157ポンド        | |
| 2020年10月31日 | ガーボンタ・デービス vs. レオ・サンタ・クルス           |                                 |                  | スーパーフェザー級契約の試合であったが、ライト級とスーパーフェザー級の階級の違う2つの世界王座が同時に懸けられた、極めて異例の試合。   |
| 2016年5月7日   | サウル・アルバレス vs. アミール・カーン                 | 160ポンド(ミドル級)             | 155ポンド        | |
| 2015年11月21日 | サウル・アルバレス vs. ミゲール・コット                 | 160ポンド(ミドル級)             | 155ポンド        | コットがタイトル承認料の支払いを拒んだため、アルバレスが勝利した場合のみタイトルを獲得する変則ルールで行われた。                      |
| 2015年6月6日   | ミゲール・コット vs. ダニエル・ゲール                   | 160ポンド(ミドル級)             | 157ポンド        | |
| 2014年11月22日 | マニー・パッキャオ vs. クリス・アルギエリ               | 147ポンド(ウェルター級)         | 144ポンド        | |
| 2014年9月13日  | フロイド・メイウェザー・ジュニア vs. マルコス・マイダナ |                                 |                  | ウェルター級契約の試合であったが、スーパーウェルター級とウェルター級の階級の違う2つの世界王座が同時に懸けられた、極めて異例の試合。   |
| 2014年6月7日   | セルヒオ・マルチネス vs. ミゲール・コット               | 160ポンド(ミドル級)             | 159ポンド        | |
| 2013年9月14日  | フロイド・メイウェザー・ジュニア vs. サウル・アルバレス | 154ポンド(スーパーウェルター級) | 152ポンド        | |
| 2012年4月21日  | アブネル・マレス vs. エリック・モレル                   | 122ポンド(スーパーバンタム級)   | 120ポンド        | |
| 2011年11月12日 | マニー・パッキャオ vs. ファン・マヌエル・マルケス 3     | 147ポンド(ウェルター級)         | 144ポンド        | |
| 2011年3月5日   | サウル･アルバレス vs. マシュー・ハットン                | 154ポンド(スーパーウェルター級) | 150ポンド        | アルバレスはキャッチウェイトの150ポンドを1.4ポンド体重超過し、ハットンに罰金を支払った。                                              |
| 2010年11月20日 | セルヒオ・マルチネス vs. ポール・ウィリアムス 2         | 160ポンド(ミドル級)             | 157ポンド        | |
| 2010年11月13日 | マニー・パッキャオ vs. アントニオ・マルガリート         | 154ポンド(スーパーウェルター級) | 150ポンド        | パッキャオ、6階級制覇。 |
| 2009年11月14日 | マニー・パッキャオ vs. ミゲール・コット                 | 147ポンド(ウェルター級)         | 145ポンド        | パッキャオ、5階級制覇。 |
| 2004年9月18日  | バーナード・ホプキンス vs. オスカー・デ・ラ・ホーヤ     | 160ポンド(ミドル級)             | 158ポンド        | |
| 1993年9月10日  | フリオ・セサール・チャベス vs. パーネル・ウィテカー     | 147ポンド(ウェルター級)         | 145ポンド        | |
| 1992年5月9日   | テリー・ノリス vs. メルドリック・テーラー               | 154ポンド(スーパーウェルター級) | 150.5ポンド      | |
| 1989年12月7日  | シュガー・レイ・レナード vs. ロベルト・デュラン 3       | 168ポンド(スーパーミドル級級)   | 162ポンド        | |
| 1989年6月12日  | シュガー・レイ・レナード vs. トーマス・ハーンズ 2       | 168ポンド(スーパーミドル級級)   | 164ポンド        | |
| 1988年11月7日  | シュガー・レイ・レナード vs. ドン・ラロンデ             |                                 |                  | スーパーミドル級契約の試合であったが、ライトヘビー級とスーパーミドル級の階級の違う2つの世界王座が同時に懸けられた、極めて異例の試合。 |